# Insecte volador micromecànic
Un Insecte volador micromecànic o Micromechanical Flying Insect (MFI) és un UAV en miniatura (vehicle aeri no tripulat) compost per un cos metàl·lic, dues ales i un sistema de control. Llançat el 1998, actualment s'està investigant a la Universitat de Califòrnia a Berkeley. El MFI es troba entre un grup d'UAV que varien en grandària i funció. L'MFI és un enfocament pràctic per a situacions concretes. L'Agència de Projectes d'Investigació Avançada de Recerca i Defensa de l'Oficina de Recerca Naval dels EUA financen el projecte. El Pentàgon espera utilitzar els robots com a "mosques a la paret" en operacions militars. Altres usos potencials inclouen l'exploració espacial i la recerca i el rescat.

## Comparació amb altres UAV
Hi ha diversos UAV que realitzen diferents operacions. El MFI té un ús potencial per als militars dels Estats Units. Actualment hi ha diversos UAV en aquest camp que realitzen tasques com guanyar intel·ligència en el camp de batalla o ser un senyal per a possibles míssils. Pel que fa al guany d'intel·ligència en el camp de batalla, hi ha molts drones que fan servir els militars per executar diferents missions. Els militars nord-americans estan actualitzant constantment a drones furtius que poden realitzar més missions mentre romanen pràcticament sense ser detectats. Les qualificacions essencials per a un UAV de grau militar inclouen:
- Mida
- Nivell de soroll
- Polivalència

Això és el que fa que l'MFI sigui un gran candidat per als militars. Es pren les funcions dels UAV més grans i es canvia en un dispositiu indetectable en miniatura. Virtualment elimina la mida i el nivell de soroll i augmenta la versatilitat més enllà de les capacitats dels UAV actuals. El "desplegament" real d'aquestes capacitats en el MFI planteja el problema de crear un fotograma flexible i un parell d'ales amb un ordinador autònom per controlar-les.

## Aspectes tècnics

### Estructura i materials
Els prototips inicials de l'MFI pesaven 100 mil·ligrams i tenien aletes de 2 centímetres. Es van estructurar amb bigues d'acer inoxidable i flexions de polímers com a articulacions. Això va crear una relació pes-elevació que va provocar un problema amb l'assoliment del vol. Els feixos i les articulacions es van canviar a materials més lleugers que milloren el rendiment. Les bigues es van convertir d'acer inoxidable en feixos de fibres de carboni amb pinta mel, mentre que les articulacions es van canviar a silici, imitant estructures micromecàniques típiques. Aquestes matèries primeres utilitzades costaven al voltant de 10 centaus de dòlar.

### Funcions i mobilitat
La funcionalitat global de la MFI es divideix en components més petits que treballen de manera cohesionada entre si per mantenir un patró de vol estable i particular. Aquests components són:
- Subministrament d'energia: una bateria recarregable a través de plaques solars al cos exterior
- Sistema sensorial: un grup compost per dos ulls i sensors de temperatura, vent i velocitat múltiples
- Locomotora i control: les ales connectades als actuadors respectius
- Comunicació: la xarxa interna d'algorismes i senyals sensorials

Aquestes unitats treballen conjuntament per dur a terme una tasca específica, com ara "fly forward", ja que una entrada i els senyals s'envien a les dues ales per produir una sortida calibrada per dur a terme la tasca. Es tracta d'una visió més detallada del flux d'operacions; el sistema visual inicial analitza la ubicació en un espai tridimensional, mitjançant la computació del desplaçament entre els objectes i ell mateix. A continuació, es tria la mosca per executar una tasca, és a dir, "trobar un objecte" o "explorar". A diferència d'altres UAV, la MFI ha de tenir un sistema informàtic autònom perquè és massa petit per controlar-lo mitjançant un comandament a distància, per la qual cosa ha de ser capaç de sostenir-se. Una vegada escollida l'acció, el senyal es mou cap al sistema inercial per a després distribuir les funcions específiques respecte de l'acció a les ales. Les ales usen aleshores una sèrie de sensors per oferir les empentes d'ales més precises per complir l'acció.

### Problemes i complicacions
Hi ha problemes relacionats amb aquest sistema que han sorgit durant el desenvolupament de les MFI, i això ha exigit noves investigacions. El primer problema és l'entrada inicial de dades visuals que s'ha de computar. Hi ha un grau de soroll substancial en les dades obtingudes a través dels "ulls", quan aquest es passa pel sistema a les ales produeix una sortida imprecisa per tant no aconseguint l'acció inicial correctament.
Un altre problema és el mètode "sobrevolar" la MFI. Essencialment, la MFI ha d'estar en equilibri en l'espai tridimensional mentre produeix un empenta alar que sostindrà l'altitud desitjada. El problema amb aquest concepte és la investigació inadequada sobre els patrons de vol de les mosques, a més de crear un algorisme per dur a terme aquests patrons.

## Cronologia del desenvolupament
- 1998: es va iniciar la investigació a la Universitat de Califòrnia, a Berkeley, mitjançant un contracte de 2,5 milions de dòlars.
- 2001 - El prototip (amb una sola ala) mostrava forces d'empat en un estand de prova.
- 2002 - La fabricació es va canviar d'acer inoxidable plegat a fibra de carboni.
- 2003 - Es van demostrar 500 microNewtons d'un ascensor d'una sola ala en un estand de prova.
- 2003 a corrent: el treball es va concentrar a reduir el pes, augmentar la densitat de potència de l'actuador, augmentar la força del marc de l'aire i millorar el control de les ales.[1]